# Boykins (Virginie)
Pour les articles homonymes, voir Boykins.
Boykins est une municipalité américaine située dans le comté de Southampton en Virginie. Selon le recensement de 2010, Boykins compte 564 habitants.

## Géographie
Située à quelques kilomètres de la Caroline du Nord, Boykins est entourée de forêts et de surfaces agricoles. La municipalité s'étend sur 0,69 mille carré (1,79 km2).

## Histoire

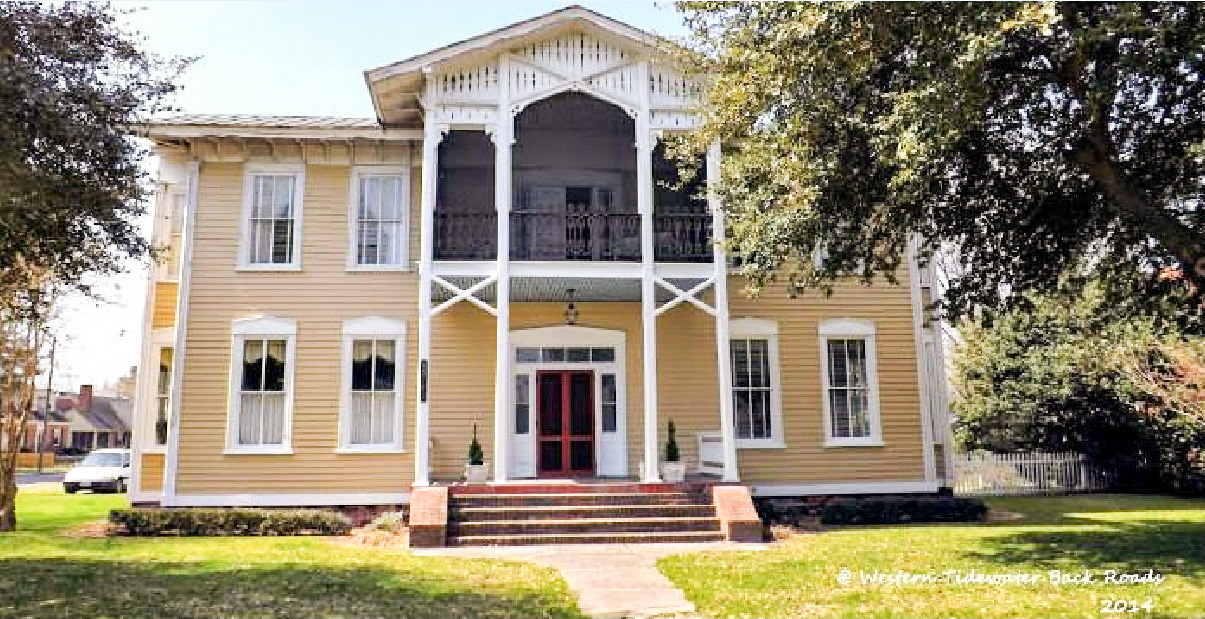
La maison Beaton-Powell.

En 1835, Edward Beaton achète des terres connues sous le nom de Boykins Farm en prévision de l'arrivée du chemin de fer. Beaton, considéré comme le fondateur du bourg, est également son premier commerçant et receveur des postes.
Au cours du XIXe siècle, Boykins se développe grâce à sa situation à l'intersection de deux lignes ferroviaires : le Portsmouth and Roanoke Railroad  et le Roanoke and Tar River Railroad. Elle devient une municipalité en 1884. 
La maison Beaton-Powell, construite en 1857 dans un style Greek Revival, est inscrite au Registre national des lieux historiques depuis 2008.